# Arnau Ermengol
Arnau Ermengol   (valor desconegut - Roma, març 1143) bisbe de Barcelona (1137-1143).
Successor d'Oleguer. Rebé per donació comtal la meitat del delme de totes les oliveres del terme de Caldes i el jurament de fidelitat dels senyors dels castells de Ribes i Sitges, vinculats al bisbat des de temps anteriors.
Erigí els altars de Sant Silvestre i Sant Esteve a la seu barcelonina. Assistí el bisbe de Vic a la consagració de l’església de Sant Julià d’Alfou (1142). el mateix, amb el propòsit de marxar a Terra Santa, dictà testament i va fer diverses deixes a la Canonja de Barcelona i altres institucions religioses.
Morí a Roma el 1143, sense haver arribat a Palestina.